# John M. Paxton junior

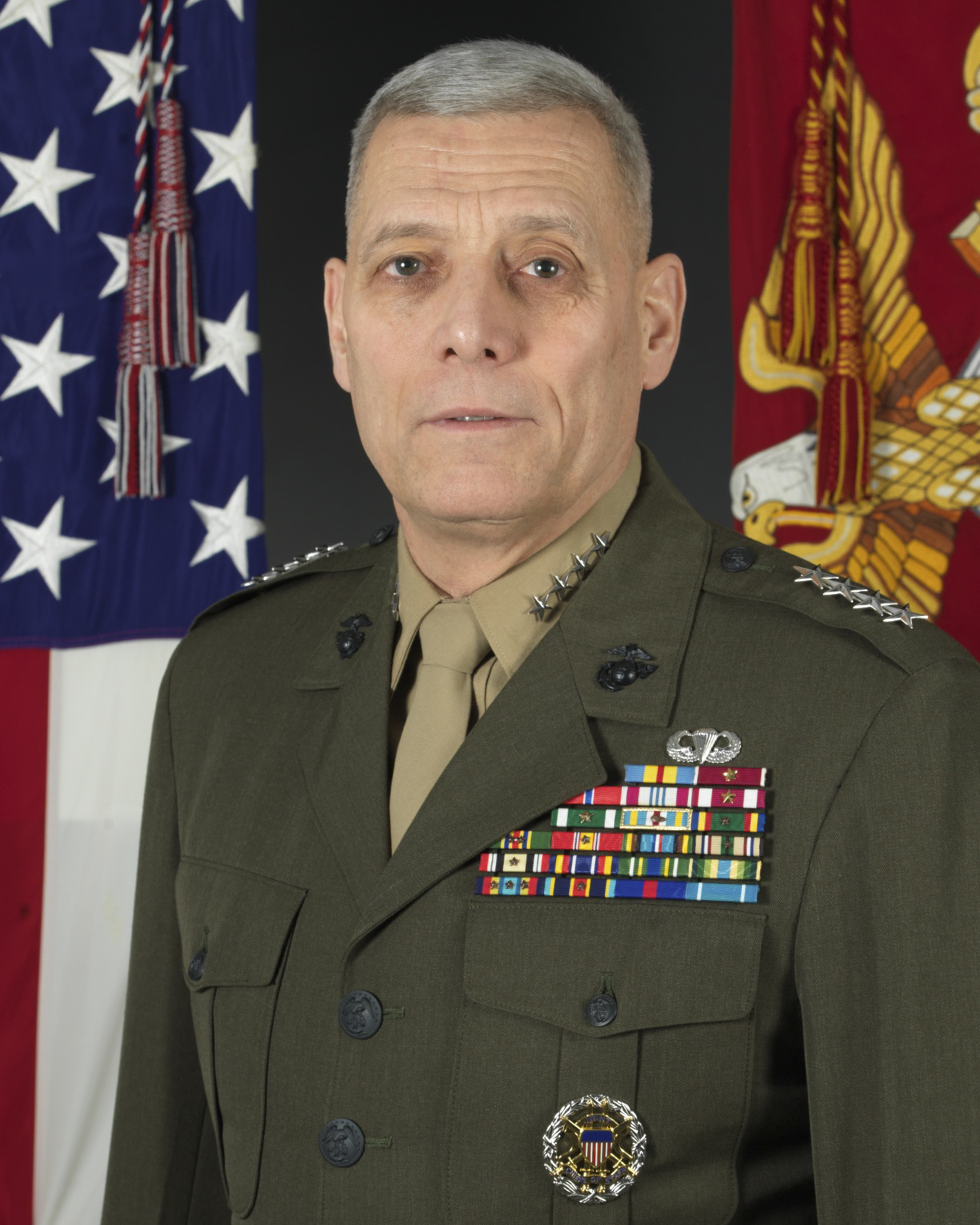
John M. Paxton (2013)

John M. Paxton junior (* 25. Juni 1951 in Chester, Pennsylvania) ist ein ehemaliger General des United States Marine Corps. Zwischen Dezember 2012 und August 2016 war er dessen stellvertretender Kommandant.

## Militärische Laufbahn

### Ausbildung und erste Dienstjahre
Nachdem Paxton 1974 die Cornell University in Ithaca, New York mit dem Grad Bachelor of Science und Master of Science als Bauingenieur abgeschlossen hatte, trat er in den Dienst des US Marine Corps und durchlief das Offizieranwärterprogramm der Officer Candidate School und wurde im selben Jahr zum Second Lieutenant befördert. Nach dem Abschluss der Basic School auf der Marine Corps Base Quantico wurde er zur Luftlandeausbildung an die Airborne School der US Army nach Fort Benning, Georgia, versetzt und anschließend 1975 als Zugführer eines Platoons der Bravo-Kompanie, 1. Bataillon, 3. US-Marineinfanterieregiment der 1. US-Marineinfanteriebrigade in Kaneohe, Hawaii, eingesetzt. Er diente zwei Jahre lang in der Bravo-Kompanie, am Ende als deren Executive Officer. 1977 wurde er zum 4th Marine Regiment der 3. US-Marineinfanteriedivision auf Okinawa, Japan, versetzt und diente dort als Regimentsausbildungsoffizier und danach als Erster Offizier der Golf- und der Stabskompanie des 2. Bataillons.
Im Oktober 1978 kehrte Paxton als First Lieutenant in die Vereinigten Staaten zurück und diente in den Marine Barracks Washington als Zugführer der Alpha-Kompanie und anschließend als Barackenoffizier in der Stabskompanie. 1979 erhielt Paxton die Beförderung zum Captain und übernahm bis 1981 den Posten des Kompaniechefs der Bravo-Kompanie. 1981 wurde er abermals nach Fort Benning versetzt und absolvierte dort den erweiterten Infanterieoffizierkurs der US Army. Im Anschluss daran wurde er zur 1. US-Marineinfanteriedivision nach Camp Pendleton, Kalifornien, versetzt und diente dort als Kompaniechef der Lima-Kompanie und anschließend als Operationsoffizier (S-3) des 3. Bataillons, 5. US-Marineinfanterieregiment. Während dieser Verwendung absolvierte er einen weiteren Auslandseinsatz mit der 3. US-Marineinfanteriedivision.

### Dienst als Stabsoffizier
Nachdem er zum Major befördert worden war, übernahm er von Juli 1985 bis 1988 die US-Marine-Corps-Rekrutierungsstelle in New York City. Im Juli 1988 erhielt er dann seine Versetzung zum US Marine Corps Command and Staff College in Quantico, Virginia. Von 1989 bis 1991 folgte eine weitere Auslandsverwendung. Paxton diente zwei Jahre lang als amphibischer Operations- und Executive Officer des Krisenreaktionsteams des Combined Forces Command Korea der US Forces Korea in Südkorea.
1991 wurde Paxton nach Camp Lejeune, North Carolina, versetzt und übernahm, befördert zum Lieutenant Colonel, den Posten des Stabsoffiziers für Operationen (G3) der II. Marine Expeditionary Force.
Vom April 1992 bis zum Juni 1994 kommandierte er, ebenfalls in Camp Lejeune, das 1. Bataillon, 8. US-Marineinfanterieregiment der 2. US-Marineinfanteriedivision, welches als Battalion Landing Team der 22. Marine Expeditionary Unit fungierte. Sein Bataillon wurde zusammen mit der Flugzeugträgerkampfgruppe der America als Landungstruppe der 6. US-Flotte (LF6F 2-93) und Joint Adaptive Task Force 93-2 zur Unterstützung der Operationen in Bosnien und Herzegowina und später als Krisenreaktionskraft (Quick Reaction Force; QRF) der Vereinten Nationen in Mogadischu, Somalia, eingesetzt.
Zurück in den Vereinigten Staaten war Paxton von 1994 bis 1995 Federal Executive Fellow für Studien der auswärtigen Politik an der Brookings Institution.
Vom Juni 1995 an leitete er die Abteilung für strategische Planung im Fachbereich Planung, Strategie und Operationen im Hauptquartier des US Marine Corps und diente ab Juni 1996 als ausführender Assistent und Marine-Corps-Berater des Under Secretary of the Navy (dt. etwa Marineunterstaatssekretär). In dieser Verwendung diente er bis 1997 und wurde in dieser Zeit auch zum Colonel befördert.
Anschließend diente Paxton drei Jahre lang in der 1. US-Marineinfanteriedivision in Camp Pendleton. Vom Juni 1997 bis zum Juni 1998 war er als assistierender Stabschef der Division, zuständig für Operationen (G3). Im Juni 1998 übernahm er dann bis zum Juni 2000 das Kommando über das 1. US-Marineinfanterieregiment.
Nach diesem Truppenkommando studierte er ein Jahr lang als US Marine Corps Fellow für Studien der nationalen Sicherheit am Council on Foreign Relations. Im Juli 2001 übernahm er dann den Posten des Direktors der Programs Division im Büro des stellvertretenden Commandant of the Marine Corps für Programme und Ressourcen im Hauptquartier des US Marine Corps im Verteidigungsministerium, den er bis zum August 2003 innehatte.

### Dienst im Generalsrang

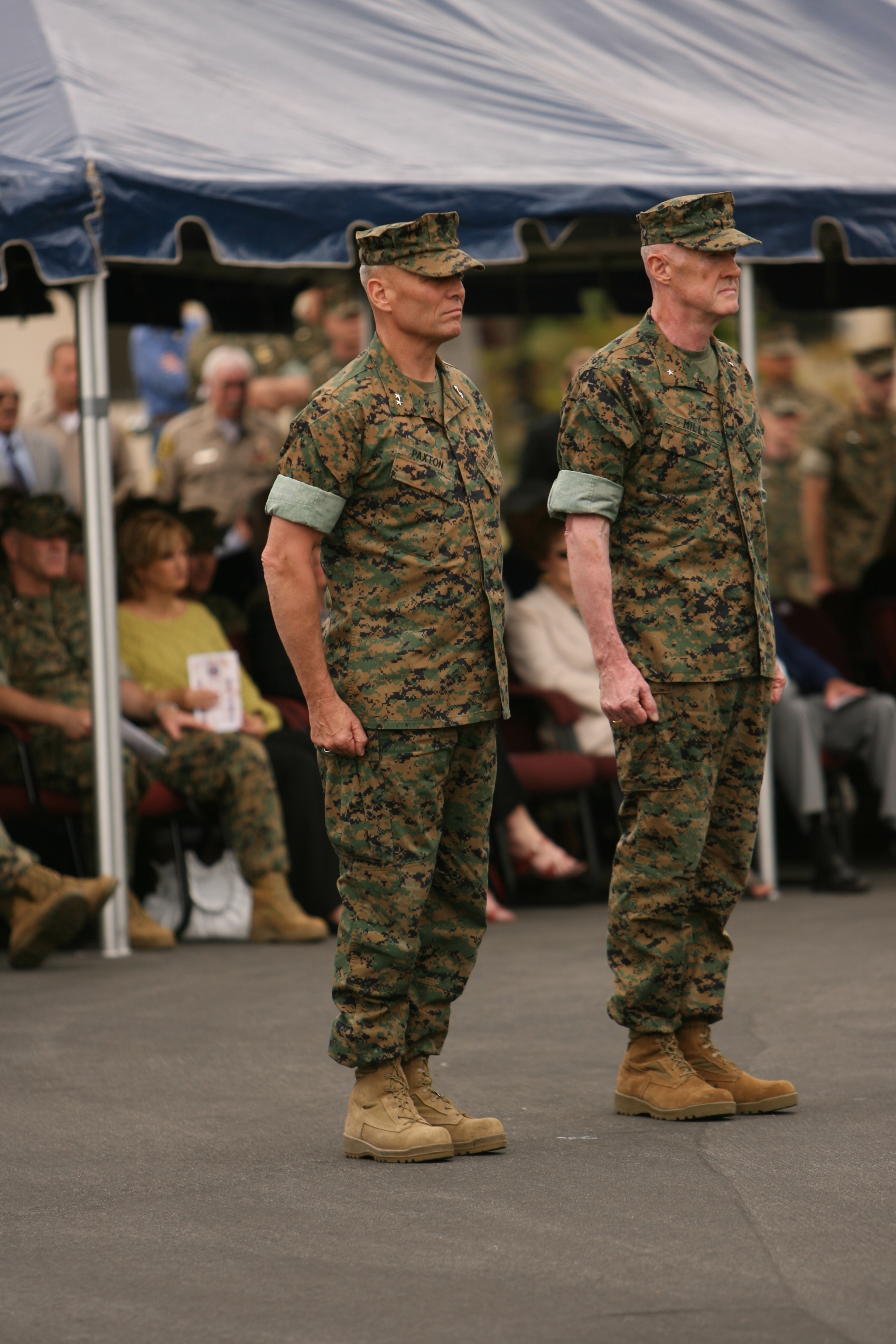
Kommandoübergabe der 1. US-Marineinfanteriedivision - Paxton und Mills, 22. Mai 2007.

Im August 2003 übernahm er dann als Kommandierender General die westliche Rekrutierungsregion und das Marine Corps Recruit Depot San Diego, zuständig für die Grundausbildung aller Marines, die westlich des Mississippi angeworben werden.
Am 8. August 2006 übernahm Paxton dann den Posten des Kommandierenden Generals der 1. US-Marineinfanteriedivision in Camp Pendleton. Dieses Kommando gab er dann am 22. Mai 2007 überraschend an seinen Stellvertreter Brigadier General Richard P. Mills ab, um den Posten des Stabschefs der Multi-National Force Iraq (MNF-I) unter General David H. Petraeus im Irak anzutreten.
Am 13. März 2008 wurde Paxton für den Posten des Direktors für Strategische Planung und Richtlinien (J-5) im Joint Staff nominiert und wird nach der Beförderung zum Lieutenant General John F. Sattler auf diesem Posten ablösen. Den Posten des Stabschefs der MNF-I gab er wenig später an Major General Kenneth J. Glueck, Jr. ab. Im Juli 2008 übernahm er schließlich den neuen Posten von Sattler. Kurz nach seinem Antritt als Direktor J-5 wurde er jedoch zum Direktor J-3 (Operationen) nominiert, da dieser Posten durch die Beförderung von Carter F. Ham frei wurde. Im September/Oktober 2008 übergab er seinen Posten an Vice Admiral James A. Winnefeld, Jr., der zuvor das Allied Joint Command Lisbon der NATO kommandiert hatte, und übernahm anschließend den Posten des Direktors für Operationen. Diesen Posten wird er im Herbst 2010 an Major General Robert B. Neller abgeben.
Paxton soll schließlich das Kommando über die II. Marine Expeditionary Force übernehmen und so zugleich als Befehlshaber der US Marine Corps Forces Africa fungieren.
Seine Auszeichnungen umfassen u. a. das Legion of Merit mit Goldstern, die Defense Meritorious Service Medal, die Meritorious Service Medal mit Goldstern, die Navy & Marine Corps Commendation Medal mit Goldstern, die Navy Unit Commendation mit Bronzestern, die Navy Meritorious Unit Commendation mit Bronzestern, die National Defense Service Medal mit Bronzestern. Zudem war er Marine Corps Fellow am Seminar XXI des Massachusetts Institute of Technology.